# Decano (astrología)

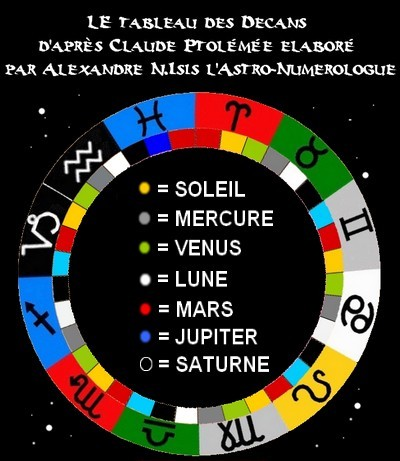
Signos del zodiaco y decanos.

Decano es cada una de 36 estrellas que los egipcios antiguos asignaban a una hora nocturna. Tales cuerpos estelares aparecían al sur de la eclíptica. Posibilitaban cronometrar intervalos de 40 minutos previos a la aparición de la estrella de referencia sucesiva. Hay incertidumbre acerca de cuáles hayan sido las estrellas aludidas. Se sabe solamente que se incluía a Sirio.
Propiciaban el conteo de 12 horas nocturnas, 18 veces por semestre. En consecuencia, 18 x 40 = 720, cuyo resultado de dividir entre 60 (minutos) es 12: las horas nocturnas equinocciales.
18 (estrellas) x 40 (minutos) = 720 minutos. Divididos entre 60 (minutos –los integrantes de una hora), el cociente es 12 (horas, de noches equinocciales).

## Uso en astrología
En astrología, los decanos representan la subdivisión de la esfera celeste en 36 porciones fusiformes, que a 10° alcanzan su amplitud máxima con respecto al ecuador celeste.
La división decenal es antiquísima. Indicios de ello existen en todas las civilizaciones y religiones antiguas. Constantes en las representaciones de la cultura egipcia, definían los decanos como "los rectores del mundo". Se les consideraba ejecutores de los dioses, dotados de poder para determinar los eventos.
Siendo una división de la esfera celeste, cada decano comprende cuerpos astronómicos de modo que, en relación con el desplazamiento de 1°, cada 72 años, del firmamento, por la precesión de los equinoccios, se le vincula con el mismo movimiento.
Se ha de no confundir los decanos con las décadas, que son porciones de 10° de cada signo zodiacal. Al respecto se debe recordar que los decanos se relacionan con los cuerpos celestes presentes en el firmamento, en tanto que las décadas pertenecen a la división de la eclíptica solar y de los doce signos zodiacales.

## Colores planetarios de los decanos
En la figura, los colores que representan a los cuerpos celestes se corresponden así:
- Amarillo: Sol
- Blanco: Luna
- Gris: Mercurio
- Negro: Saturno
- Azul: Júpiter
- Rojo: Marte
- Verde: Venus

## Períodos y cuerpos celestes relativos a los decanos
Similarmente a la diferente duración de la trayectoria de las constelaciones del zodiaco, pues varía desde las de Cáncer y de Libra (21,1 días cada una) hasta la de Virgo (44,5 días), no todos los (36) decanos constan de 10 días: 20 comprenden 10 jornadas, a 11 corresponde igual número: 11; hay 4 de 9, y el restante (1, el 1° de Piscis, al final de febrero) comprende 6 (o 7, en años bisiestos).
Aries:
- 1°: 22 a 30 de marzo: Marte
- 2°: 31 de marzo a 9 de abril: Sol
- 3°: 10 a 20 de abril: Venus

Tauro:
- 1°: 21 a 30 de abril: Mercurio
- 2°: 1 a 10 de mayo: Luna
- 3°: 11 a 21 de mayo: Saturno

Géminis:
- 1°: 22 a 31 de mayo: Júpiter
- 2°: 1 a 10 de junio: Marte
- 3°: 11 a 21 de junio: Sol

Cáncer:
- 1°: 22 de junio a 1 de julio: Venus
- 2°: 2 a 12 de julio: Mercurio
- 3°: 13 a 22 de julio: Luna

Leo:
- 1°: 23 de julio a 1 de agosto: Saturno
- 2°: 2 a 12 de agosto: Júpiter
- 3°: 13 a 23 de agosto: Marte

Virgo:
- 1°: 24 de agosto a 3 de septiembre: Sol
- 2°: 4 a 12 de septiembre: Venus
- 3°:13 a 22 de septiembre: Mercurio

Libra:
- 1°: 23 de septiembre a 3 de octubre: Luna
- 2°: 4 a 13 de octubre: Saturno
- 3°: 14 a 23 de octubre: Júpiter

Escorpión:
- 1°: 24 de octubre a 2 de noviembre: Marte
- 2°: 3 a 12 de noviembre: Sol
- 3°: 13 a 22 de noviembre: Venus

Sagitario:
- 1°: 23 de noviembre a 2 diciembre: Mercurio
- 2°: 3 a 12 de diciembre: Luna
- 3°: 13 a 22 de diciembre: Saturno

Capricornio:
- 1°: 23 a 31 de diciembre: Júpiter
- 2°: 1 a 11 de enero: Marte
- 3°: 12 a 22 de enero: Sol

Acuario:
- 1°: 23 de enero a 1 de febrero: Venus
- 2°: 2 a 11 de febrero: Mercurio
- 3°: 12 a 22 de febrero: Luna

Piscis:
- 1°: 23 a 29 de febrero: Saturno
- 2°: 1 a 10 de marzo: Júpiter
- 3°: 11 a 21 de marzo: Marte